# Schizosmittina bicornis
Schizosmittina bicornis is een mosdiertjessoort uit de familie van de Bitectiporidae. De wetenschappelijke naam van de soort is voor het eerst geldig gepubliceerd in 1989 door Gordon.